# HomePod
Le HomePod est la première enceinte connectée élaborée par Apple, après plusieurs itérations d'haut-parleurs traditionnels. L'enceinte est conçue pour fonctionner avec le service de musique Apple Music. Le 12 mars 2021, la firme américaine cesse de le vendre, au profit de sa version miniature, le HomePod Mini. Mais deux ans plus tard, une nouvelle version est mise sur le marché.
Annoncée lors de la WWDC, le 5 juin 2017, les précommandes débutent le 26 janvier 2018 et la mise en vente s'effectue le 9 février. Il existe en deux coloris : gris sidéral et blanc.
L'accueil est mitigé ; sa conception et sa qualité sonore sont complimentées par rapport aux concurrents mais est critiqué pour son prix élevé et son manque de diversité. De plus, la base en silicone située sous l'appareil endommage certaines surfaces en bois.
En août 2018, environ 1 million à 3 millions d'exemplaires se sont écoulés dans le monde.

## Vente
Strategy Analytics estime que 600 000 unités sont vendues au premier trimestre 2018, faisant d'Apple la quatrième marque d'enceintes connectées la plus vendue après Amazon, Google et Alibaba, obtenant 6 % de part du marché dans l'industrie. Au second trimestre 2018, les 6 % sont maintenus avec 700 000 unités vendues. À la mi-2018, environ 3 millions d'unités se sont vendues.

## Réception
L'article de The Verge fait l'éloge du système de calibrage acoustique automatique du HomePod, et estime que le son est "sensiblement plus riche et plus complet" que celui de concurrents tels que le Sonos One (décrit comme « ayant un son un peu vide ») et le Google Home (décrit comme « étant un gâchis de basses »). Le rapport d'Ars Technica indique que « la qualité sonore du HomePod est assez bonne, riche et complète pour sa taille, meilleure que celle du Sonos One mais probablement pas mieux que l'Echo [Amazon] ».
Son manque de prise en charge des services et plateformes tiers est très critiqué,. ArsTechnica estime que l'appareil est d'une « intense inflexibilité ». Siri est également critiqué pour ses fonctionnalités limitées par rapport aux autres assistants tels qu'Alexa et Google ; The Verge cite, entre autres, l'incapacité de passer des appels téléphoniques à partir de l'enceinte (ils doivent être passés sur un IPhone), de régler plusieurs minuteries à la fois, de distinguer plusieurs voix et de ne prendre en charge que les commandes de base en utilisant AirPlay. Tous les problèmes ont été résolus grâce à la mise à jour IOS 12.

## Fin de vie
Le 12 mars 2021, Apple annonce abandonner l'original, au profit de sa version miniature. Dans un communiqué, la firme déclare : « Le HomePod Mini est un succès depuis ses débuts à l'automne dernier, offrant aux clients un son incroyable, un assistant intelligent et un contrôle total de la maison, le tout pour 99 dollars. Nous concentrons nos efforts sur le Mini. Nous abandonnons l'original, qui restera disponible jusqu'à épuisement des stocks sur le site internet Apple, dans les Apple Store et chez les revendeurs agréés. La firme fournit aux clients HomePod des mises à jour logicielles ainsi qu'un service et une assistance via Apple Care »,.

## Problèmes de fiabilité
Suite à sa commercialisation, de nombreux utilisateurs ont signalé des extinctions soudaines du HomePod, souvent sans cause apparente. Ces défaillances sont généralement liées à une puce (diode) présente sur un circuit interne. Partout dans le monde, des réparateurs indépendants ont mis en évidence qu’un remplacement de cette pièce coûtant seulement quelques centimes pouvait suffire à ressusciter l'appareil, bien qu’Apple refuse officiellement de proposer une réparation hors garantie pour ce modèle. Si Apple n’a pas justifié l’arrêt du HomePod original par des raisons techniques, plusieurs observateurs estiment que les défaillances récurrentes de l’appareil ont pu peser dans cette décision,,,.

## Version 2
Le HomePod est de retour dans une version 2 le 18 janvier 2023. Le design est quasi identique à la première génération et il est toujours disponible en deux couleurs : blanc et noir.
Au niveau du processeur, il dispose de la puce S7 d'Apple. Il s'agit de la même puce que celle intégrée dans l'Apple Watch Series 7. Le nouvel HomePod intègre également la technologie eARC pour permettre une excellente communication avec l’Apple TV 4K.
Il dispose également de la puce U1 qui détecte l’approche d’un iPhone et permet de diffuser la lecture en cours directement.

## Caractéristiques
Le HomePod 2018 a une forme arrondie et cylindrique, et dispose d'un petit écran tactile sur sa partie supérieure. Il contient sept Tweeter et un Boomer de 4 pouces vers le haut, ainsi que six microphones utilisés pour la commande vocale et l'optimisation acoustique. Il inclut un système sur une puce Apple A8 existant également dans les IPhone 6 et 6 Plus, l'IPod touch 6e génération et dans l'IPad mini 4,.
Siri est utilisé pour contrôler l'enceinte et les appareils HomeKit, et peut être utilisé pour envoyer des SMS et des appels vocaux depuis un iPhone. Le HomePod prend principalement en charge les plateformes et technologies propres à Apple, tels qu'Apple Music, les achats de l'iTunes Store, les podcasts, la radio Beats 1 et le AirPlay, tandis qu'un appareil fonctionnant sous iOS 11 est nécessaire pour la configuration initiale. Le HomePod peut servir de barre de son au sein d'un système de divertissement domestique lorsqu'il est sélectionné via l'Apple TV. L'enceinte ne prend pas en charge le Bluetooth,.
Grâce à iOS 12, l'enceinte peut prendre en charge de nouvelles pièces dans HomeKit, AirPlay 2 et permet l'amélioration des haut-parleurs. De nouvelles fonctionnalités sont mises en place comme Localiser, passer et recevoir des appels sans passer par un iPhone, la possibilité de rechercher des chansons à partir de paroles, etc.
La mise à jour 15.1 de audioOS apporte la prise en charge du format Apple Lossless sur les HomePod 1re et 2e génération. L’audio spatial utilisant la technologie Dolby Atmos est également pris en charge.
La version 2023 est légèrement plus petite (-4mm) et moins lourde (-0,2Kg). Les tweeter passent de sept à cinq et les micros ne sont plus qu'au nombre de quatre. iOS 16.3 est requis pour l'installation de cette version. Les connectivités Bluetooth 5.0 et Thread ont été ajoutées.

## Impact environnemental
Selon le rapport d'Apple, son HomePod émet 146 kg de CO2 au cours de sa vie, dont 41 % lors de son utilisation.